# Домен (фізика)

Схематичне зображення паралельної орієнтації магнітних моментів атомів в основному стані феромагнетика

Доме́н — просторова область, всередині якої певна фізична характеристика однакова, проте відрізняється від такої ж характеристики в сусідній області. Домени розділені між собою доменними стінками.
Характерним прикладом домену є магнітний домен у феромагнетиках — область повного намагнічування, в якій всі магнітні моменти атомів орієнтовані однаково. Аналогічні області упорядкування виникають також у сегнетоелектриках, рідких кристалах тощо. У випадку ефекту Ганна напівпровідник може розбитися на області високої й низької провідності, які теж називають доменами.